# Sauda (oraș)
Sauda este o localitate din comuna Sauda, provincia Rogaland, Norvegia, cu o suprafață de 3,73 km² și o populație de 4.253 locuitori (2013).